# Hannah Hart
Pour les articles homonymes, voir Hannah et Hart.
Hannah Hart est une actrice, productrice, chanteuse et personnalité d'internet américaine née le 2 novembre 1986 à Burlingame en Californie.

## Biographie

### Vie privée
Hannah Hart est ouvertement lesbienne et a été en couple avec Ingrid Nilsen (en) de septembre 2015 à janvier 2016.

## Discographie
singles
- 2011 : Show Me Where Ya Noms At
- 2012 : Oh Internet
- 2012 : Cheese Pleasin Me
- 2013 : Ur the 1z
- 2015 : Summer Jam

## Filmographie
actrice
- 2012 : Red vs. Blue: Season 10 (court métrage) : Girlie (voix)
- 2012 : The Flipside (série télévisée)
- 2012-2013 : MyMusic (en) (série télévisée) : Hipster Techno
- 2013 : Ladies of Rap (série télévisée) : Hannah Hart
- 2012-2014 : Words with Girls (série télévisée) : Hannah
- 2014 : Camp Takota : Allison Henry
- 2014 : The Most Popular Girls in School (série télévisée) : Mrs. Matthews (voix)
- 2014 : Epic Rap Battles of History (série télévisée) : Bonnie Parker
- 2014 : Rubberhead (téléfilm) : Bride 4
- 2015 : Oscar's Hotel for Fantastical Creatures (mini-série) : Queen Bee
- 2016 : Electra Woman and Dyna Girl (mini-série) : Dyna Girl

productrice
- 2013 : My Drunk Kitchen (en) (série télévisée)
- 2012-2014 : Words with Girls (série télévisée)
- 2014 : Camp Takota

scénariste
- 2013-2015 : My Drunk Kitchen (en) (série télévisée)

réalisatrice
- 2013-2015 : My Drunk Kitchen (en) (série télévisée)

## Distinctions

### Récompenses
- 2013 3rd Streamy Awards - Best Female Performance Comedy : My Drunk Kitchen
- 2014 4th Streamy Awards -Best Comedy : My Drunk Kitchen

### Nominations
- 2013 Shorty Awards - Best of Social Media : Hannah Hart